# Viktor Andersson
Viktor Andersson (ur. 6 listopada 1992) – szwedzki narciarz dowolny, specjalizujący się w skicrossie. W zawodach Pucharu Świata zadebiutował 8 grudnia 2012 roku w miejscowości Nakiska, gdzie zajął 29. miejsce. Tym samym już w swoim debiucie zdobył pierwsze pucharowe punkty. Na podium zawodów tego cyklu po raz pierwszy stanął 22 lutego 2015 roku w Tegernsee, kończąc rywalizację w skicrossie na trzeciej pozycji. W zawodach tych wyprzedzili go jedynie Francuz Jean Frédéric Chapuis i Filip Flisar ze Słowenii. Najlepsze wyniki osiągnął w 2016/2017, kiedy to zajął 53. miejsce w klasyfikacji generalnej, a w klasyfikacji skirossu był dziesiąty. W 2015 roku zajął 21. miejsce w swej konkurencji podczas mistrzostw świata w Kreischbergu. Cztery lata później, na mistrzostwach świata w Solitude zajął siódme miejsce.

## Osiągnięcia

### Igrzyska olimpijskie
| Miejsce | Dzień     | Rok  | Miejscowość | Konkurencja | Zwycięzca   |
| ------- | --------- | ---- | ----------- | ----------- | ----------- |
| 29.     | 21 lutego | 2018 | Pjongczang  | Skicross    | Brady Leman |

### Mistrzostwa świata
| Miejsce | Dzień       | Rok  | Miejscowość   | Konkurencja | Zwycięzca             |
| ------- | ----------- | ---- | ------------- | ----------- | --------------------- |
| 27.     | 10 marca    | 2013 | Voss          | Skicross    | Jean Frédéric Chapuis |
| 21.     | 25 stycznia | 2015 | Kreischberg   | Skicross    | Filip Flisar          |
| 28.     | 18 marca    | 2017 | Sierra Nevada | Skicross    | Victor Öhling Norberg |
| 7.      | 2 lutego    | 2019 | Solitude      | Skicross    | François Place        |
| 22.     | 13 lutego   | 2021 | Idre Fjäll    | Skicross    | Alex Fiva             |

### Puchar Świata

#### Miejsca w klasyfikacji generalnej
- sezon 2012/2013: 130.
- sezon 2013/2014: –
- sezon 2014/2015: 99.
- sezon 2015/2016: 140.
- sezon 2016/2017: 53.
- sezon 2017/2018: 60.
- sezon 2018/2019: 166.
- sezon 2019/2020: 57.

Od sezonu 2020/2021 klasyfikacja skicrossu zastąpiła klasyfikację generalną.
- sezon 2020/2021: 9.

#### Miejsca na podium w zawodach
1. Tegernsee – 22 lutego 2015 (skicross) – 3. miejsce
2. Val Thorens – 10 grudnia 2016 (skicross) – 3. miejsce
3. Arosa – 12 grudnia 2017 (skicross) – 1. miejsce
4. Innichen – 22 grudnia 2017 (skicross) – 2. miejsce
5. Arosa – 17 grudnia 2019 (skicross) – 2. miejsce
6. Arosa – 16 grudnia 2020 (skicross) – 1. miejsce
7. Idre – 20 stycznia 2021 (skicross) – 2. miejsce